# Петеой
Петеой (др.-греч. Πετεώς) — герой древнегреческой мифологии. Сын Орнея, отец Менесфея, Изгнан Эгеем из Афин и вместе с жителями дема стирийцев основал городок Стирис в Фокиде. Упомянут в «Илиаде» Гомера (II 552 и др.) как отец Менесфея.